# Heera Lal Devpura
Heera Lal Devpura (ur. 1925, zm. 22 grudnia 2004) – polityk indyjski.
Z wykształcenia prawnik. Działał w ruchu niepodległościowym, w 1942 r. był krótko więziony. Wieloletni członek Indyjskiej Partii Kongresowej, przez siedem kadencji deputowany do zgromadzenia stanowego Radżastanu, minister w kilku gabinetach stanowych. W 1985 r. (luty-marzec) był premierem rządu stanowego Radżastanu.